# Pardosa afflicta
Pardosa afflicta là một loài nhện trong họ Lycosidae.
Loài này thuộc chi Pardosa. Pardosa afflicta được Holmberg miêu tả năm 1876.